# Melodifestivalen
Melodifestivalen (pronunciado [mɛlʊˈdiːfɛstɪˌvɑːlɛn], literalmente, «El festival de la melodía») o Mello (conocido de esta manera en el propio país), es un festival de la canción organizado en Suecia por las empresas públicas de comunicación Sveriges Television (SVT) y Sveriges Radio (SR). Este concurso determina la canción representante del citado país para el Festival de la Canción de Eurovisión y ha sido celebrado todos los años desde 1959, salvo en las ediciones de 1964, 1970 y 1976. Desde 2000, es el programa de televisión más popular en Suecia; y se retransmite también por radio e Internet. En 2007, la retransmisión de las semifinales alcanzó una audiencia de más de 3,1 millones de personas, y la final alcanzó una audiencia de más de 4 millones de espectadores.
Desde su inicio, el ganador del Melodifestivalen ha sido elegido por equipos de jueces. A partir de 1999, los jurados se combinaron con el televoto del público, y ahora ambos tienen la misma influencia en el resultado final. El concurso produce una influencia considerable sobre las listas de popularidad en Suecia. De los cincuenta y cuatro ganadores del Melodifestivalen, siete de ellos lograron ganar el Festival de Eurovisión representando a Suecia.
La introducción de las semifinales en 2002 aumentó el número de concursantes de alrededor de doce hasta treinta y dos. Una versión infantil del concurso, Lilla Melodifestivalen, también comenzó ese mismo año. En el concurso, se presentan canciones orquestadas de género pop, conocidas como música schlager; por lo cual la prensa sueca se refiere al festival con el nombre de Schlagerfestivalen («El festival schlager»). Sin embargo, han hecho su aparición desde la expansión del evento otros géneros musicales como el rap, el reggae y el glam rock. La celebración de la gran final en Estocolmo ha aumentado el turismo en la ciudad.

## Orígenes
Con siete naciones compitiendo, el primer Festival de Eurovisión se celebró en Lugano, Suiza, en mayo de 1956. Suecia hizo su debut en la tercera edición del festival, en 1958. Sin transmitir ninguna selección, Sveriges Radio (SR) decidió enviar a Alice Babs al festival celebrado en la ciudad neerlandesa de Hilversum. La canción seleccionada fue "Samma stjärna lyser för oss två", después renombrada como "Lilla stjärna". Finalizó en el cuarto puesto de la competencia en marzo de 1958.
El primer Melodifestivalen, incorporado al programa de radio Säg det med musik, tuvo lugar el 29 de enero de 1959 en el Cirkus de Estocolmo; con ocho canciones participantes. Cuatro jurados expertos en Estocolmo, Gotemburgo, Malmö y Luleå eligieron al ganador. La ganadora de la competición fue Siw Malmkvist con el tema "Augustin", pero SR decidió que la canción ganadora debía ser cantada en el Festival de Eurovisión por Brita Borg, pese a no ser la intérprete original. Esta política, de seleccionar internamente el artista para Eurovisión teniendo a otros interpretando la canción en el Melodifestivalen, se detuvo en 1961. La competencia se convirtió en un único programa de televisión en 1960, conocido como Eurovisionschlagern, svensk final (Eurovisionschlagern, final sueca). En los primeros años del evento, fue transmitido a Noruega y Dinamarca a través de la cadena televisiva Nordvision. El evento adoptó su nombre actual, Melodifestivalen, en 1967.
Desde su inicio, el Melodifestivalen se ha celebrado año tras año, excepto en tres ocasiones. En 1964 la competencia fue cancelada debido a una huelga de los artistas; Suecia no envió canción a Eurovisión ese año. El país estuvo ausente en Eurovisión por segunda vez en 1970 cuando hubo un boicot nórdico en contra del sistema de votación, que había llevado al empate en primer lugar de cuatro naciones en 1969. Después de que SR organizara el festival de 1975 en Estocolmo, grupos de izquierda argumentaron que Suecia no podría ganar y ser la sede del festival de nuevo. Esto condujo a grandes manifestaciones en contra de la música comercial y a la organización de un concurso anticomercial llamado Alternativfestivalen. Por ello, Suecia no pudo enviar una canción a la edición de 1976.

## Participación

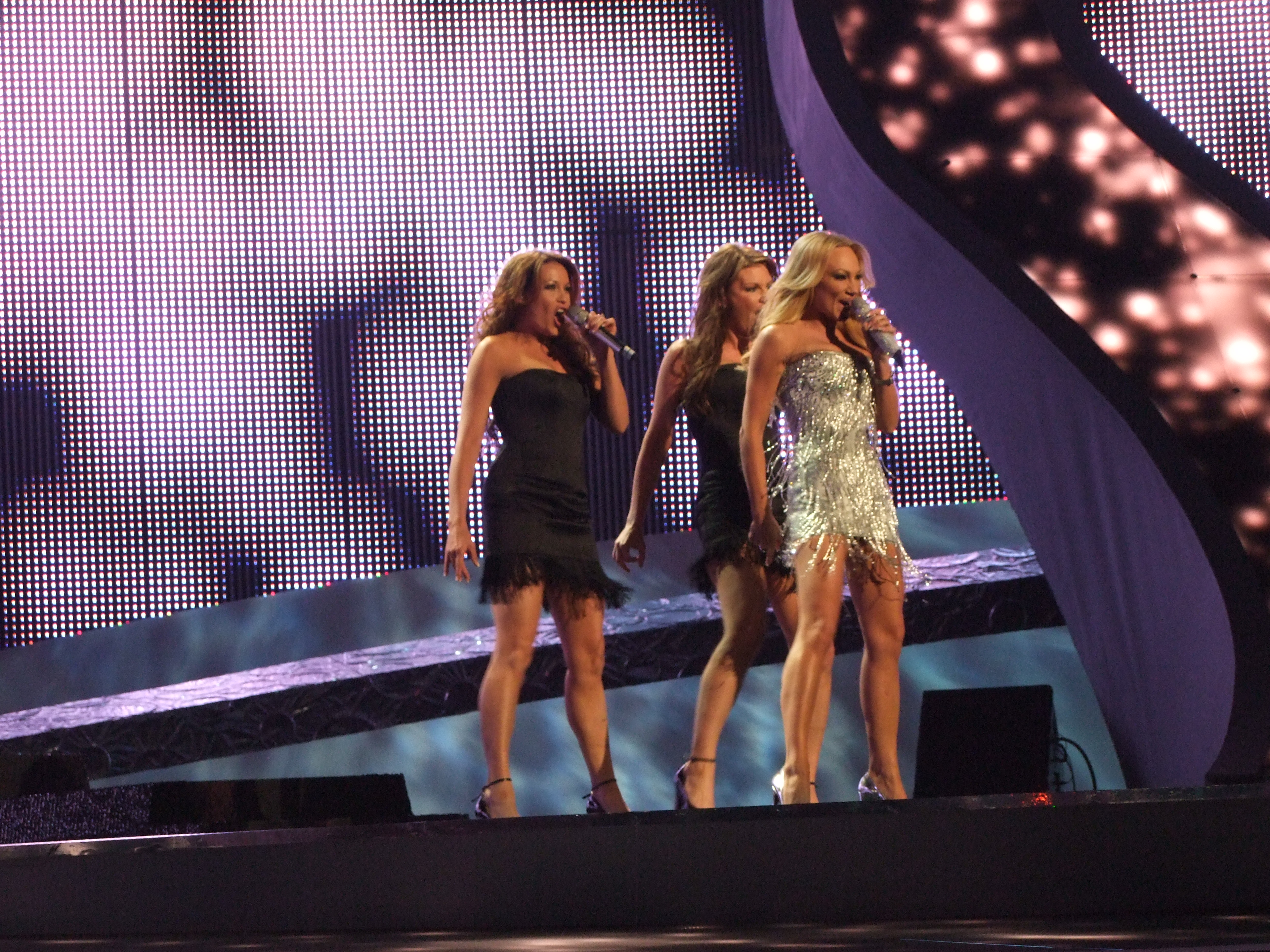
Charlotte Perrelli, ganadora del Melodifestivalen en 1999 y 2008

En el Melodifestivalen han participado cientos de canciones e intérpretes a lo largo de los años. Aunque las reglas del Festival de Eurovisión no lo prohíben, no se permite la entrada al concurso a los compositores extranjeros. No obstante, esta regla no se aplica a los intérpretes. Para poder presentarse, los compositores y cantantes deben tener al menos dieciséis años cumplidos para el día de la primera semifinal del Festival de Eurovisión.
Hasta 2001, el festival se celebraba en una sola noche, por lo que el número de participantes rondaba entre cinco y doce. Entre 1981 y 1998 se usó ocasionalmente un sistema de dos rondas, en el que tras una primera votación se elegían a los cinco finalistas que pasaban a una segunda ronda, de donde salía el ganador. El no poder avanzar a la segunda ronda en este sistema era visto como una gran falla para un artista prominente; cuando Elisabeth Andreassen no pudo calificar a la segunda ronda en 1984, casi fue el final de su carrera. La introducción de semifinales semanales en 2002 incrementó el número de participantes a treinta y dos. Al menos diez de las canciones concursantes deben tener la letra en sueco. Desde 2001 se publica un CD de las canciones de cada edición, y desde 2003 se lanza un DVD de las actuaciones en las semifinales y la final.
El Melodifestivalen ha sido la plataforma al éxito de artistas locales, como ABBA, Tommy Körberg y Lisa Nilsson. En el evento han participado artistas que no son originarios de Suecia, incluyendo a Baccara, Alannah Myles y Cornelis Vreeswijk. Algunos participantes del Melodifestivalen también representaron, o intentaron representar, a otros países en Eurovisión. Sin embargo, el impacto que produce el evento en las listas de popularidad suecas hace que un artista alcance un éxito significativo en Suecia sin necesidad de ganar el concurso. Por ejemplo, la canción que finalizó última en el Melodifestivalen 1990, "Symfonin" de Loa Falkman, llegó al número uno de las listas de popularidad en Suecia. En 2007, veintiuna canciones participantes entraron a la lista Sverigetopplistan. La semana después de la final de 2008, las quince canciones más populares en Suecia provenían del Melodifestivalen. Mientras el éxito local para los participantes del Melodifestivalen es algo común, han sido pocos los artistas ganadores que han logrado obtener el reconocimiento internacional.

## Selección de los participantes
El proceso de seleccionar a tan solo treinta y dos participantes de entre cientos de aspirantes lleva siete meses, comenzando en mayo del año anterior al evento y finalizando en enero. Una preselección, abierta a varios miembros del público sueco, elige veintiocho de los participantes. Los otros cuatro son artistas invitados por los organizadores.

### Canciones
SVT comienza a buscar las canciones participantes nueve meses antes del comienzo del Melodifestivalen. El plazo para la presentación de temas termina en septiembre y las canciones pueden presentarse en cualquier idioma. En la preselección, la duración de los temas es de tres minutos y veinte segundos; pero las canciones que quedan seleccionadas deben reducir su duración a tres minutos.
El proceso de selección es supervisado por miembros de la Asociación de Editores de Música de Suecia (SMFF), cuya tarea es reducir el número de canciones, que desde 2002 se estimó en más de 3000, a tan solo 1200. La cifra de entradas más grande registrada en la historia del festival hasta 2009 son las 3440 canciones que intentaron participar en el Melodifestivalen 2009. Las canciones elegidas por la SMFF son dadas a un jurado de dieciséis personas, entre las que se encuentran profesionales de la música, miembros de SVT y otros miembros del público. La edad de los miembros del jurado varía, habiendo desde adolescentes hasta personas mayores de cincuenta años. Las canciones que califican, junto con el nombre del compositor, son anunciadas a finales de septiembre. A menudo, esto es seguido por una gran especulación sobre la identidad de los intérpretes de la canción. Los compositores deben proveer entrevistas a SVT, atender conferencias de prensa antes de la competición y permanecer abiertos a cualquier aparición promocional si su canción avanza hasta la final.

### Intérpretes
SVT selecciona los intérpretes de las canciones. Los artistas que interpretan la demo de la canción automáticamente entran a la competición si no se encuentra algún otro intérprete adecuado para la canción. Si alguno de ellos se niega, su canción puede ser descalificada. En el pasado, esta regla llevó a la descalificación de temas como "När löven faller" de Carola en 2003 y "So Good" de Stephen Simmonds en 2006. SVT también puede entregar la canción a otro artista sin considerar los intereses de quien grabó la demo. Esto hizo que Brandsta City Släckers, en 2004, y Pernilla Wahlgren, en 2005, no interpretaran las canciones que ellos mismos habían presentado. Los sustitutos de los temas descalificados tienen resultados impredecibles en la competición. En 2006, "Naughty Boy" de Hannah Graaf, que había reemplazado a la canción de Simmonds, terminó penúltima en su semifinal. En 2002 y 2007, en contraste, los sustitutos de Jan Johansen y Måns Zelmerlöw terminaron entre los diez primeros puestos de la final. Los participantes que cantan los veintiocho temas de la preselección son anunciados a finales de noviembre, aunque es común que haya cantautores concursando en el festival. Además, algunos artistas confirman que se presentan al Melodifestivalen antes del anuncio oficial.
El sistema de invitaciones se introdujo en 2004 para diversificar la música que se presentaba en el evento. Cuatro artistas, uno en cada semifinal, son invitados por SVT para presentar una canción de su elección, que no rompa con las reglas antes estipuladas. Estas canciones y artistas son anunciados en enero. Desde la introducción de este sistema y hasta 2009, han ganado la competición dos invitados.

## Sedes

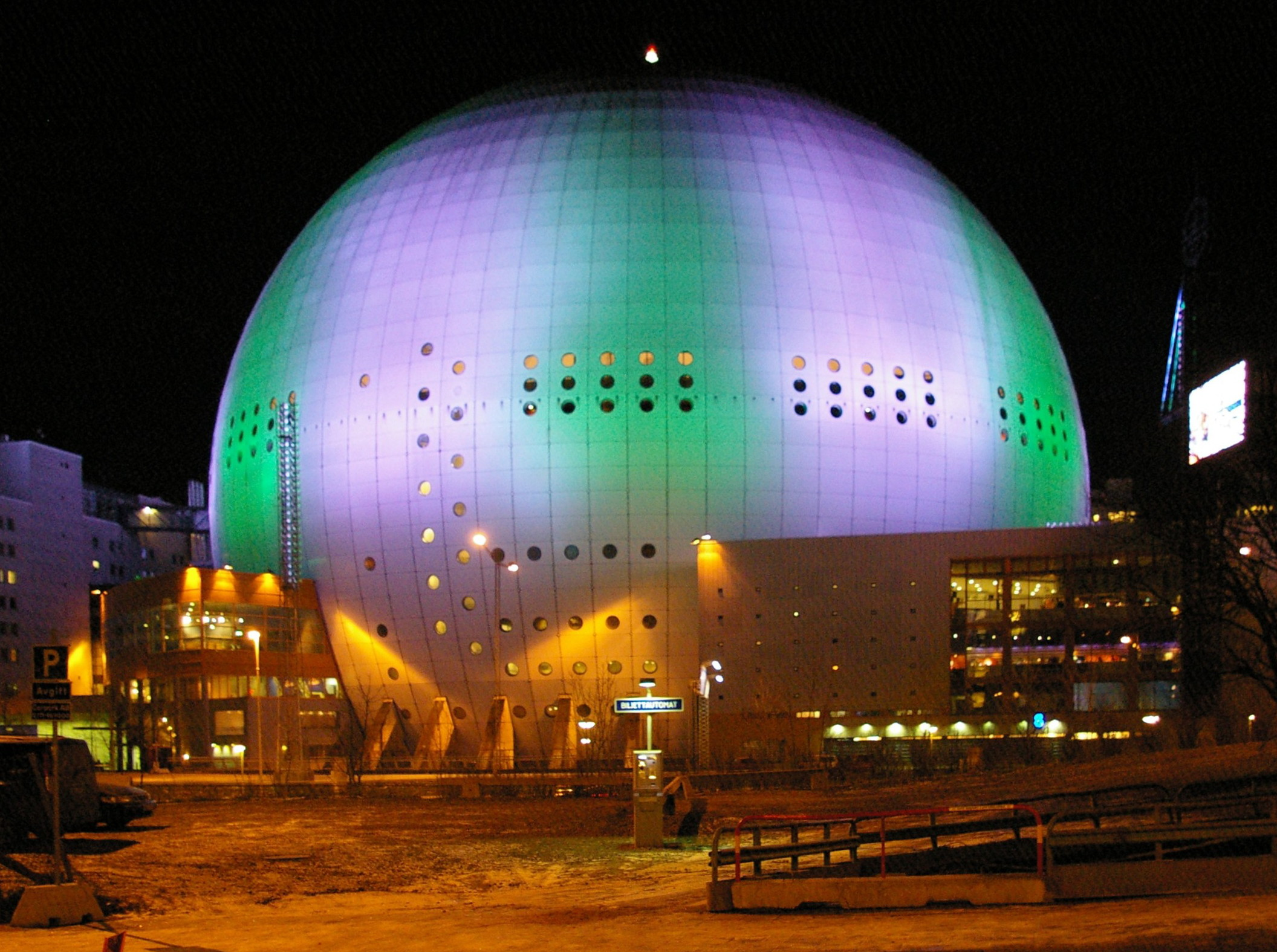
El Avicii Arena de Estocolmo ha sido la sede de doce finales desde 1989.

Las sedes del Melodifestivalen son anunciadas en septiembre del año previo al evento. Las semifinales se celebran en distintas ciudades de Suecia. El Avicii Arena de Estocolmo ha sido la sede de la final desde la introducción de las semifinales hasta 2012. En 2005, al Scandinavium en Gotemburgo se le ofreció ser la sede de la final, pero se declinó la oferta cuando fue reservado para un partido de hockey sobre hielo. En 2013 la sede de la final pasó a ser el Friends Arena de Solna, en las afueras de Estocolmo.
En sus primeros años, el evento se llevó a cabo en una sola sede: el Cirkus de Estocolmo, donde se celebraron las primeras diez ediciones. El Cirkus tiene el récord de haber sido más veces la sede de la final del Melodifestivalen, con diecisiete ediciones. Le siguen el Globen Arena y las oficinas centrales de SVT, con siete y cinco finales respectivamente. La primera vez que el concurso tuvo lugar fuera de Estocolmo fue en 1975, como parte de una política de descentralización de SR. Estocolmo ha sido la sede de treinta y siete finales en total, incluyendo las primeras catorce ediciones. Gotemburgo lo ha sido en ocho ocasiones y Malmö en siete. La final nunca se ha celebrado fuera de estas ciudades. Antes de la expansión del festival, la sede del Melodifestivalen del año anterior era la sede del Festival de Eurovisión en el caso de una hipotética victoria sueca. Así, el festival de 1985 se celebró en Gotemburgo y el de 1992 en Malmö. Desde 2002, la única sede que ha albergado más de tres semifinales es el Scandinavium de Gotemburgo, en el que se celebra una semifinal cada año desde 2003. En 2008, por primera vez se celebró una semifinal al norte del círculo polar ártico, en la ciudad de Kiruna.

## Rondas televisadas
La fase televisada del Melodifestivalen dura cinco semanas y consiste de seis espectáculos en vivo: cuatro semifinales con ocho canciones en cada una; una ronda de repesca llamada Andra Chansen, con canciones que obtuvieron el tercer y cuarto lugar en las semifinales; y la gran final. Diez canciones (ocasionalmente, en 2009, fueron once, debido a la inclusión de un jurado internacional que seleccionó una undécima canción) componen la gran final: las dos mejores de cada semifinal (un total de ocho) y las dos provenientes de la ronda Andra Chansen.

### Semifinales yAndra Chansen
Antes de la introducción del actual formato de semifinales (deltävlingen) en 2002, la competición consistía en un único espectáculo en vivo. Bajo el sistema con semifinales, cuatro de estas son transmitidas a las 20:00 CET en noches de sábado consecutivas. Las semifinales comienzan a principios de febrero y en cada una de ellas compiten ocho canciones.
Siete de los semifinalistas provienen de la preselección, mientras que el octavo de ellos es un invitado elegido por los organizadores. A diferencia de la final, no se usan jurados y el televoto decide los resultados. Las canciones son presentadas en directo con las líneas telefónicas abiertas para una primera ronda de votación; siendo cinco las canciones que avanzan a la segunda ronda. Los votos de la primera ronda no se cuentan para la segunda. En la segunda ronda, una canción es eliminada y las dos más votadas avanzan automáticamente a la final, mientras que las canciones que finalizan en tercer y cuarto puesto se dirigen al Andra Chansen, una ronda de repesca. En 2009, excepcionalmente, al final de cada semifinal, un jurado internacional elegía una canción no ganadora que creen que "es la mejor desde la perspectiva de Eurovisión" para participar en la "elección del jurado internacional" en la ronda Andra Chansen.
Ambos finalistas repiten su canción al final de la transmisión. La organización de un sistema de semifinales para el Melodifestivalen se popularizó en las selecciones nacionales para Eurovisión. Incluso el propio Festival de Eurovisión adoptó un sistema similar desde 2004.
Andra Chansen (en español: «segunda oportunidad») es la ronda de repesca donde se deciden los últimos dos puestos para la final. Las canciones que terminan en cuarto y tercer lugar de cada semifinal (ocho canciones en total) compiten en el evento. La primera ronda de Andra Chansen en 2002 contaba con un panel de ganadores anteriores que elegían a los dos finalistas. Entre 2003 y 2006, se retransmitían las presentaciones de las semifinales, y una ronda de votación reducía las canciones a tres o cuatro. Después, otra ronda de votación determinaba los dos finalistas. El programa era transmitido la tarde del domingo, un día después de la cuarta semifinal, y se llevaba a cabo en una sede más pequeña que las de las semifinales, como el Berns Salonger en Estocolmo, que fue la sede de la ronda Andra Chansen de 2005.
En 2007, la ronda Andra Chansen se convirtió en casi una semifinal completa, celebrándose en una sede de tamaño equiparable a las otras. Además, se llevó a cabo un sábado por la noche, añadiendo una semana más a la duración del evento. El formato de votación también cambió con la introducción de un sistema de nocaut. Este sistema forma cuatro parejas con los ocho temas para una primera ronda de votación, donde la canción más votada de cada pareja pasa a la segunda ronda de votación. Después se vuelven a formar dos parejas para la segunda votación: la canción más votada de cada pareja pasa a la final, sin repetir su canción al terminar la transmisión. En 2009, la elección del jurado internacional también se presentó en esta ronda: una canción que no calificó a la final fue elegida por dicho jurado para ser la canción número once en la final. Este jurado también tuvo derecho a voto en la final.

### Final
La final tiene lugar a las 20:00 CET en un sábado de mediados de marzo. Participan diez canciones: dos de cada semifinal, cuatro de la ronda Andra Chansen y, ocasionalmente en 2009, la de la elección del jurado internacional. El orden de aparición es decidido por los supervisores de la competencia una semana antes para asegurarse de que artistas y canciones similares queden aparte en la final. Los ensayos con vestuario se llevan a cabo el viernes previo, y los boletos para este se venden casi tan rápido como los boletos para la final. La final atrae el turismo hacia la ciudad sede del evento; de hecho, una encuesta realizada en 2006 mostró que el 54 % de los espectadores de la final provenían de fuera de la ciudad sede del Melodifestivalen 2006, Estocolmo. De estos, un 6 % provenía de otros países.
Como en Eurovisión, un logo de la Unión Europea de Radiodifusión comienza y cierra la cobertura por televisión, acompañado del preludio del tema "Te Deum" de Marc-Antoine Charpentier. Video "postales" introducen las entradas. La final incluye actos de intermedio, los cuales se presentan mientras los jueces deliberan y antes de cerrar las votaciones por televoto. En ciertas ocasiones, antiguos participantes del Melodifestivalen se han presentado como intermedio, incluyendo a Lena Philipsson en 2005 y un popurrí de canciones participantes del evento presentado por los conductores del Melodifestivalen 2000.
Tras las votaciones, el ganador recibe un trofeo, Den stora Sångfågeln (El gran cantor), de manos del ganador del año anterior. El trofeo, diseñado por Ernst Billgren, fue revelado en 2005 y se le entregó a todos los ganadores anteriores del Melodifestivalen en la gala Alla tiders Melodifestivalen en marzo de ese año. El ganador del Melodifestivalen repite la canción al final de la transmisión.

## Votación

### Semifinales
El sistema en las semifinales utiliza únicamente el televoto. Así pues se muestra durante toda las canciones los respectivos números de teléfono para fijo y móvil y SMS. Así pues, mientras hay una actuación en directo, aparece un corazón palpitando que indica la cantidad de votos que recibe esa canción. A más pulsaciones por minuto más votos está recibiendo.
Cuando han sido realizadas todas las actuaciones, se hace el último repaso a las canciones con un resumen de todas ellas y se anuncian los resultados. únicamente las 5 canciones más votadas pasan a la segunda fase de la semifinal. Las dos canciones que no pasan son eliminadas de la competición.
Tras anunciar las cinco canciones que pasan a la segunda fase, se vuelve a hacer el resumen de las actuaciones con las líneas abiertas para volver a votar durante unos pocos minutos. Una vez finalizado el segundo tiempo de votación: primero se anuncia una finalista directa que repetirá la actuación, y después dos canciones que pasan a la gala de segunda oportunidad y finalmente, entre dos canciones, se dice cuál es la segunda canción que pasa directamente a la final quedando la otra eliminada.

### Andra Chansen (Segunda oportunidad)
En la gala de segunda oportunidad, las votaciones también se realizan durante las canciones, pero esta vez, al ser duelos entre dos canciones, los resultados se ofrecen al haber cantado las dos canciones. Así pues al finalizar cada duelo se da a conocer quien es la que pasa a la final.
En esta gala pasan 4 canciones de las 8 que están elegidas para la segunda oportunidad.

### Final
El sistema actual de votación es similar al usado en el Festival de Eurovisión. Una serie de jurados, antiguamente de distintas regiones de Suecia, y en la actualidad jurados de diversos países de Europa, votan 1, 2, 4, 6, 8, 10 y 12 a sus 7 canciones favoritas. El televoto hasta 2010 tiene una influencia equivalente; 11, 22, 44, 66, 88, 110, y 132 puntos se otorgan a las siete canciones más votadas. La canción con la mayor puntuación al final de los dos resultados es la ganadora. Desde la edición de 2011 se cambió la forma de puntuar del televoto. Sumando todos los puntos que repartirían en total el jurado, que siguen puntuando como antes, se tiene que suman 473 puntos. De esta forma se establece que el televoto también repartirá 473, pero lo hará de forma proporcional al número de llamadas que haya tenido cada artista. Por ejemplo, si un artista se lleva el 10 % de los votos, se llevaría el 10 % de esos 473 puntos, unos 47 puntos (los decimales siempre se redondean), si otra recibió el 14,35 % de los votos, se llevaría ese porcentaje de los 473 puntos, unos 68 puntos, y así sucesivamente hasta repartir los 473 puntos. A diferencia del sistema anterior, todas las canciones reciben puntos acorde con el número de llamadas recibidas, y no solo las siete más votadas.
Las líneas telefónicas se abren inmediatamente después de que todos los temas participantes hayan sido interpretados en vivo y se cierran hasta de que termine de votar el jurado. Se emplean dos números telefónicos, dando a los votantes la opción de donar dinero para Radiohjälpen, una obra de caridad de la SVT. También se puede votar vía SMS.

Los votos de los jurados regionales son anunciados por un portavoz que no forma parte del jurado. Los votos son leídos de forma ascendente, comenzando con un punto y terminando con los doce puntos. Una vez leídos, son repetidos por el presentador del programa, por ejemplo:
Portavoz: "Ett poäng för melodi nummer två." (Un punto para la melodía número dos)
Presentador: "Melodi nummer två får ett poäng." (La melodía número dos obtiene un punto.)
En cuanto los votos son anunciados, se agregan a un marcador virtual. SVT varía la forma en que el jurado anuncia sus votos año con año. Por ejemplo, los finalistas del programa de telerrealidad Expedition: Robinson actuaron como portavoces en 2004, y en 2006 Fredrik Lindström anunció los votos usando los dialectos del sueco hablados en cada región del país. Desde que los jurados son internacionales, al igual que en Eurovision, los votos son anunciados por portavoces de los distintos países votantes, que varían cada año. Los resultados del televoto son anunciados por los presentadores en orden ascendente. La final del Melodifestivalen ha batido récords de votaciones nórdicas; las cifras excedieron los dos millones de votantes por primera vez en 2007.

En caso de empate, la canción que reciba más votos del público es la ganadora. En solo dos ocasiones se han presentado empates en primer lugar. En 1969, Tommy Körberg empató con Jan Malmsjö, pero ganó después de que los jueces lo votaran como su favorito. En 1978, Björn Skifs empató en primer lugar con Lasse Holm y Kikki Danielsson y Wizex; un proceso similar de desempate fue usado para declarar a Skifs como ganador.

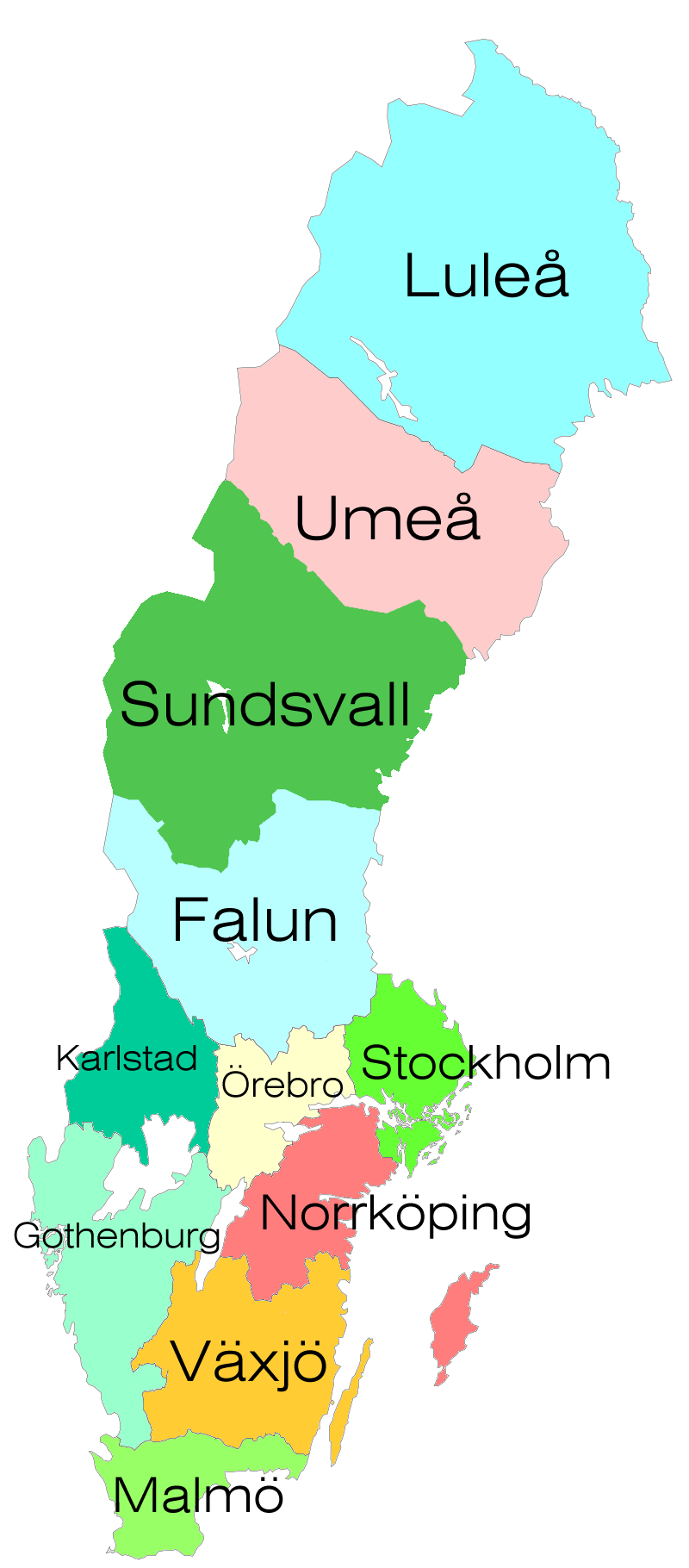
SVT divide al país en once distritos, y cada uno es representado por un jurado en la final del Melodifestivalen.

### Controversias
Antes de la introducción del actual sistema de votación en 1999, un grupo de jurados decidía el ganador del Melodifestivalen. En 1993, el televoto fue usado experimentalmente, pero no tuvo buenos resultados. Las líneas telefónicas en Suecia se colapsaron debido a la cantidad de llamadas y hubo reclamos de la prensa que aseguraban que el televoto alteró drásticamente los resultados. Varios periódicos publicaron lo que ellos afirmaban eran los votos del jurado de reserva, que mostraban que el ganador, "Eloise" de Arvingarna, habría terminado en cuarto lugar si solo se hubieran contado los votos del jurado. SVT nunca confirmó la veracidad de esas declaraciones y pasaron seis años antes de que el televoto fuera usado nuevamente.

## Ganadores
Cincuenta de los cincuenta y un representantes de Suecia en Eurovisión salieron del Melodifestivalen. Suecia triunfó en el Festival de Eurovisión siete veces: en 1974, 1984, 1991, 1999, 2012, 2015 y 2023. Así, está empatada en primer lugar en número de victorias con Irlanda. La canción ganadora de Eurovisión de 1974, "Waterloo" de ABBA, fue votada como la más popular del Melodifestivalen en la gala Alla tiders Melodifestivalen en marzo de 2005. Más tarde, ese mismo año, fue votada la canción más popular del Festival de Eurovisión en una gala en honor al 50.º aniversario del festival celebrada en Copenhague, Dinamarca. La siguiente tabla enlista aquellos ganadores del Melodifestivalen que lograron entrar entre los mejores cinco en el Festival de Eurovisión:
| Año  | Canción                            | Artista                          | Posición en el Festival de Eurovisión |
| ---- | ---------------------------------- | -------------------------------- | ------------------------------------- |
| 1966 | Nygammal vals                      | Lill Lindfors & Svante Thuresson | 2.ª                                   |
| 1968 | Det börjar verka kärlek, banne mej | Claes-Göran Hederström           | 5.ª                                   |
| 1973 | Sommaren som aldrig säger nej      | Malta                            | 5.ª (como "You're Summer")            |
| 1974 | Waterloo                           | ABBA                             | 1.ª                                   |
| 1983 | Främling                           | Carola Häggkvist                 | 3.ª                                   |
| 1984 | Diggi-Loo Diggi-Ley                | Herreys                          | 1.ª                                   |
| 1985 | Bra vibrationer                    | Kikki Danielsson                 | 3.ª                                   |
| 1986 | E' de' det här du kallar kärlek?   | Lasse Holm & Monica Törnell      | 5.ª                                   |
| 1989 | En dag                             | Tommy Nilsson                    | 4.ª                                   |
| 1991 | Fångad av en stormvind             | Carola                           | 1.ª                                   |
| 1995 | Se på mej                          | Jan Johansen                     | 3.ª                                   |
| 1996 | Den vilda                          | One More Time                    | 3.ª                                   |
| 1999 | Tusen och en natt                  | Charlotte Nilsson                | 1.ª (como "Take Me to Your Heaven")   |
| 2001 | Lyssna till ditt hjärta            | Friends                          | 5.ª (como "Listen To Your Heartbeat") |
| 2003 | Give Me Your Love                  | Fame                             | 5.ª                                   |
| 2004 | Det gör ont                        | Lena Philipsson                  | 5.ª (como "It Hurts")                 |
| 2006 | Evighet                            | Carola                           | 5.ª (como "Invincible")               |
| 2011 | Popular                            | Eric Saade                       | 3.ª                                   |
| 2012 | Euphoria                           | Loreen                           | 1.ª                                   |
| 2014 | Undo                               | Sanna Nielsen                    | 3.ª                                   |
| 2015 | Heroes                             | Måns Zelmerlöw                   | 1.ª                                   |
| 2016 | If I were sorry                    | Frans                            | 5.ª                                   |
| 2017 | I can't go on                      | Robin Bengtsson                  | 5.ª                                   |
| 2019 | Too Late for Love                  | John Lundvik                     | 5.ª                                   |
| 2022 | Hold Me Closer                     | Cornelia Jakobs                  | 4.ª                                   |
| 2023 | Tattoo                             | Loreen                           | 1.ª                                   |
| 2024 | Unforgettable                      | Marcus & Martinus                | 9.ª                                   |
| 2025 | Bara bada bastu                    | KAJ                              | TBD                                   |

## Reglas
La mayoría de las reglas del Melodifestivalen se guían por las del Festival de Eurovisión. Sin embargo, otras han sido impuestas por la radiodifusora sueca. El reglamento oficial de la competición se publica por SVT antes de cada Melodifestivalen con el tiempo suficiente para asegurarse de que no habrá cambios que afecten a los participantes.
Anteriormente había un límite de seis personas en el escenario para cada presentación. Este incluía al coro del Melodifestivalen (huskören, literalmente "el coro de la casa"), un grupo de cinco cantantes flexibles de cualquier estilo musical, usado por la mayoría de los participantes. Se podían usar uno o varios miembros de ese coro, o simplemente no usarlo. Todas las voces tenían que ser completamente en directo; las voces humanas no estaban permitidas en la música de fondo. Sin embargo, desde 2009 se permiten hasta ocho personas en el escenario y el uso de voces en la música de fondo. Se empleó una orquesta desde el inicio de la competición cada año hasta 2000, excepto en 1985 y 1986. Entre 1960 y 1963 se usaron dos orquestas: una gran orquesta y el cuarteto de jazz "Göte Wilhelmsons kvartett". Desde 2001, todos los participantes deben usar música de fondo para sus presentaciones.
Los temas participantes no pueden transmitirse públicamente hasta su preestreno en la radio antes de cada semifinal. Las canciones eliminadas en las semifinales pueden ser transmitidas libremente en cuanto termine la semifinal. Respecto a las canciones que se clasifican para la final o para la ronda Andra Chansen, estas deben esperar hasta que ambos eventos acaben para poder ser transmitidas libremente.
Los organizadores del evento pueden realizar cambios en la interpretación ganadora antes de presentarla en Eurovisión. Por ejemplo, en el Melodifestivalen 1961, Siw Malmkvist ganó con "April, April". Al cantarla después de su victoria, Siw se trabó en la letra y comenzó a reírse. La prensa calificó esto como infantil. SR la reemplazó por Lill-Babs para el Festival de Eurovisión. La ganadora de 1987, "Fyra bugg och en Coca Cola", interpretada por Lotta Engberg, es otro ejemplo; el título de la canción fue cambiado a "Boogaloo" para Eurovisión, ya que el uso de una marca registrada está en contra de las reglas del festival. Este nombre fue escogido debido a que las dos victorias previas de Suecia terminaban también con el sufijo "-loo".
Hasta 2001, las canciones solo podían interpretarse en sueco. Esto no impidió que varios ganadores grabaran una versión de sus temas en inglés y en otros idiomas. En 1965, 1973, 1974, y 1975, la canción ganadora fue interpretada en inglés en el Festival de Eurovisión. Desde la abolición de la regla del idioma en Eurovisión en 1999, cada representante de Suecia ha interpretado el tema en inglés. El español, francés, griego, portugués y persa se encuentran entre los idiomas que han hecho su aparición en el Melodifestivalen. Incluso, "Roma", el tema de Cameron Cartio en el Melodifestivalen 2005 fue interpretado en un idioma artificial.

## Cobertura de la prensa
El Melodifestivalen es transmitido por televisión, radio e internet. Es transmitido en el canal SVT1 con cobertura internacional en SVT World. Hasta 1987, la competición era transmitida en Sveriges Radio TV, después conocido como TV1. Entre 1988 y 1999, el evento era transmitido en diferentes canales dependiendo del lugar donde se celebrara. Las finales en Estocolmo eran transmitidas en Kanal 1 (anteriormente TV1) mientras las finales en Gotemburgo o Malmö eran transmitidas en TV2. Sveriges Radio ha transmitido el evento en P1, P3 y P4, donde se transmite actualmente.
La final se lleva a cabo los sábados, aunque en 1990 se realizó en viernes. TV2 sugirió esto para intentar atraer más público. En 1991, se celebró el Domingo de Pascua por la misma razón. La final de 2002 fue retrasada debido a la cobertura de los Juegos Olímpicos de Salt Lake City 2002.
El Melodifestivalen cuenta con un sitio web oficial desde 1999 y con webcast desde 2005. Desde 2006, entre febrero y la final de Eurovisión en mayo, SR tiene una estación de radio en línea dedicada a la competición llamada P4 Melodifest. En P4 se muestran los preestrenos de las canciones de cada semifinal. Después de la final se transmite un programa llamado dagen efter ("un día después") que hace de epílogo del evento; en este se muestran las reacciones de los finalistas después del clímax de la competencia. No se dan comentarios en televisión durante la transmisión del festival. Carolina Norén es comentarista del evento para Sveriges Radio. Desde 2002 el festival se transmite en pantalla ancha 16:9 y desde 2004 en Dolby Digital.
La cuota de pantalla del programa ha ido en aumento desde 2002. En 2007, aproximadamente 4,1 millones de suecos —casi el 44 % de la población del país— vio la final, y entre 2,9  y 3,2 millones las semifinales. No obstante, las cifras de 2007 representan casi dos millones menos de espectadores que el récord que tiene el festival de 1990. El Melodifestivalen tiene una amplia cobertura de los medios en Suecia. Un estudio realizado por el Departamento de Ciencias Económicas y Comunicaciones de la Universidad de Karlstad concluyó que la cobertura de la prensa podía haber tenido influencia en los resultados del festival de 2007.

## Estilos musicales y presentación

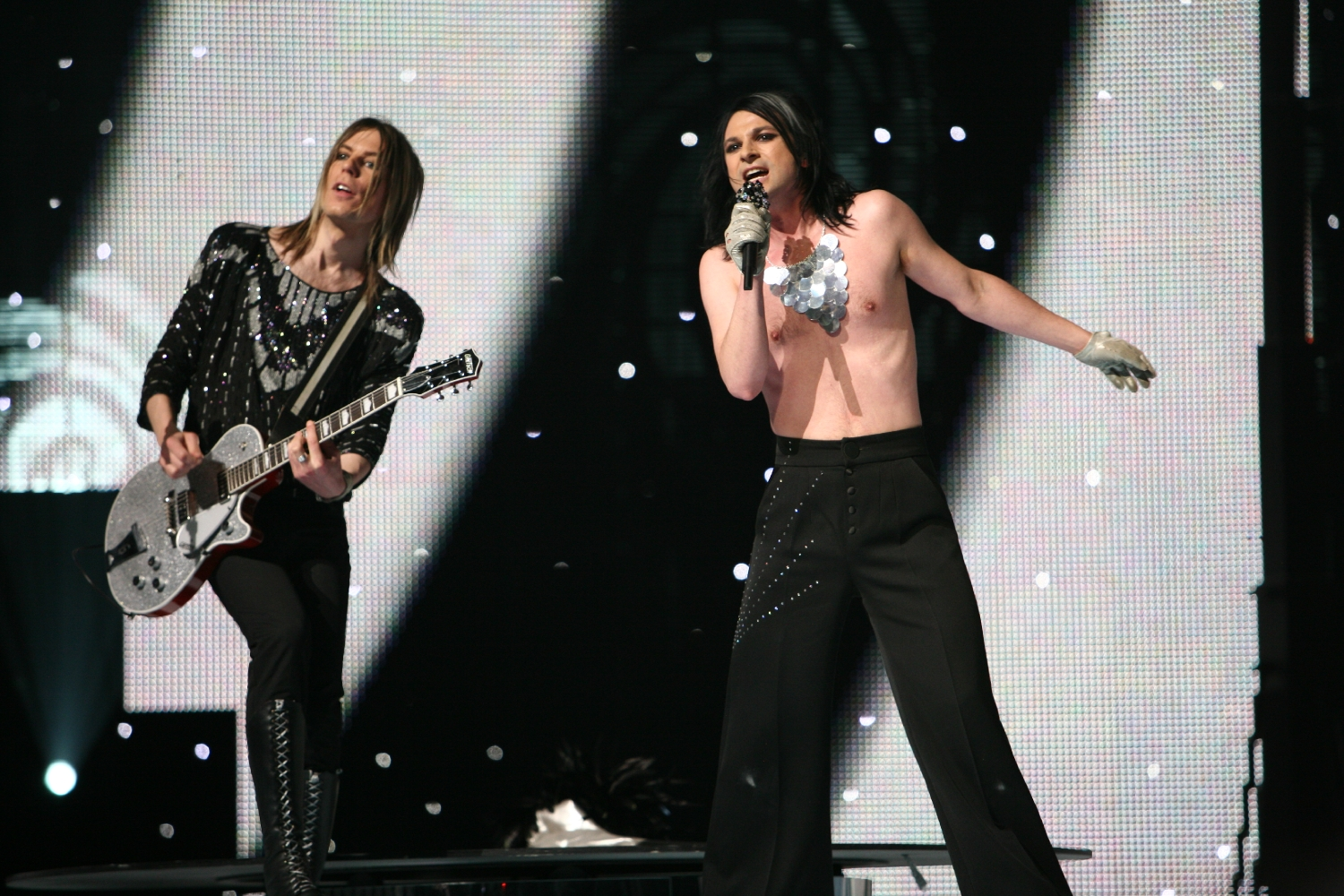
The Ark, ganadores del Melodifestivalen 2007.

La imagen del Melodifestivalen se fue desarrollando a través de los años, pero una palabra es la que define la música de la competición: schlager. En Suecia, el schlager (una palabra alemana que literalmente significa "éxito") representa cualquier canción relacionada con la competición, no importando el género al que pertenezca. Christine Demsteader, del diario The Local, describió el schlager sueco como "típicamente caracterizado por una melodía irritantemente repetitiva y letras triviales con poco o nada de sentido".
Artistas de jazz, como Monica Zetterlund y Östen Warnerbring, ganaron el evento en la década de 1960. ABBA, que ganó el Festival de Eurovisión en 1974, se convirtió en uno de los más exitosos exportadores de música de Suecia. El grupo influenció no solo el Melodifestivalen, sino todo el esquema del mercado musical en su país. Durante la década de 1980, la compañía discográfica de Bert Karlsson, Mariann Grammofon, fue la responsable de que prevalecieran las "melodías fáciles y memorables". El comienzo del siglo XXI ha visto más variedad en la competición, como el estilo retro glam rock de The Ark y la música disco de Afro-dite.
La utilización de otros medios no exactamente musicales para llamar la atención del público es parte importante de las representaciones en el escenario. El uso de un micrófono fijo por parte de Lena Philipsson en la interpretación de "Det gör ont" en 2004 es un ejemplo. Cuando Philipsson fue la presentadora del Melodifestivalen 2006, cuatro videos cómicos fueron presentados durante las semifinales para mostrar lo que le había sucedido al micrófono después de su victoria. La pirotecnia es otro elemento común en las presentaciones del Melodifestivalen. Después del evento de 2007, Karolina Lassbo de Dagens Media criticó el contenido musical y la producción del festival, argumentando que 1988 era "la época cuando el Melodifestivalen era todavía una competición de schlager" y que el evento se había transformado en "una mezcla entre Fame Factory y Stadskampen".